# 시례천
시례천(詩禮川)은 울산광역시 북구 가대동에서 발원하여 남류하다가 문고개골에서 동류하고 성안천과 합류, 대체로 계속 동류하다가 울산광역시 중구 병영2동에서 동천강으로 흘러드는 하천이다.

## 사건 사고
1995년 1월 27일 울산광역시 울주구 농소면 시례리(현 북구 시례동)의 이강 제방 150m를 허무는 공사를 시작하려 했으나 제방을 진입로로 이용하고 있는 시례리 성혜마을과 창좌마을 주민대표들이 공사현장을 찾아와 최단거리 우회도로를 확보해 주지 않을 경우 공사를 실력으로 저지하겠다고 통보했다.